# Pleurotrocha aurea
Pleurotrocha aurea är en hjuldjursart som först beskrevs av Zavadovsky 1916.  Pleurotrocha aurea ingår i släktet Pleurotrocha och familjen Notommatidae. Inga underarter finns listade i Catalogue of Life.